# Erich Mendelsohn

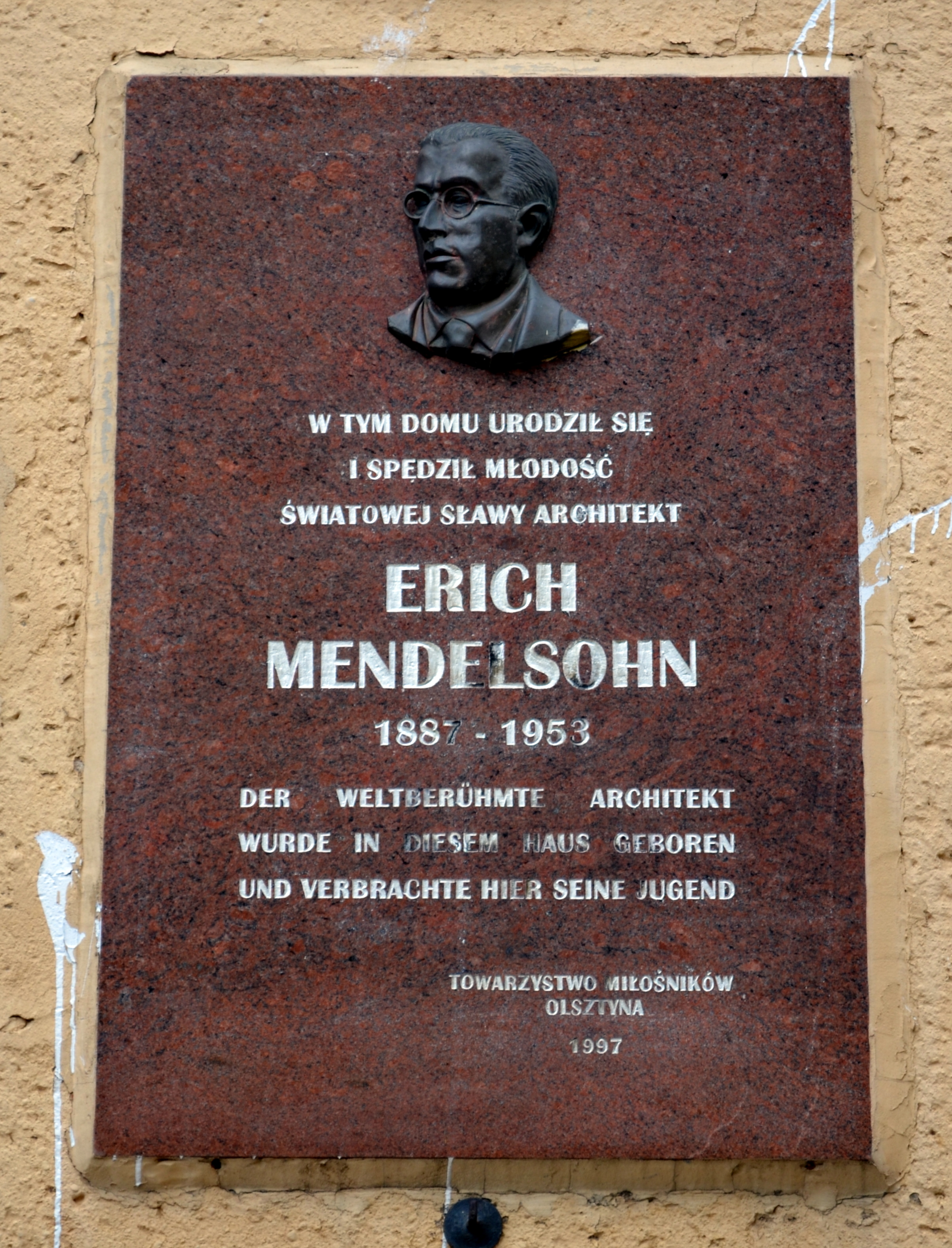
Pamětní deska, umístěná na fasádě jeho rodného domu

Erich Mendelsohn (německá výslovnost: IPA: [ˈeːʁɪç ˈmɛndl̩ˌzoːn],  poslech; 21. března 1887 Olštýn – 15. září 1953 San Francisco) byl jedním z nejvýznamnějších architektů 20. století. Jeho stavby měly v době svého vzniku značný vliv, patřily mezi hojně publikovaná a živě diskutovaná díla. Mendelsohnovy budovy lze nalézt v Německu, Polsku, Rusku, Norsku, Velké Británii, Izraeli a ve Spojených státech; jedna jeho realizace, obchodní dům Bachner, se nalézá v Ostravě v České republice.
Své představy o nové, moderní architektuře rozvíjel na základě důkladné analýzy stávajících podmínek. Svými stavbami nabídl odpovědi na otázky, které se objevují v souvislosti s proměnami stavebních technik a stavebních úkolů a v souvislosti s proměnou společenských a hospodářských struktur. Svým komplexním, tvůrčím přístupem, který stavby v jejich vnějším i vnitřním vyjádření podřizoval urbanistickému umístění a formě ovlivněné kulturní geografií, se jeho tvorba elementárně liší od ostatních proudů moderní architektury. Vzhledem k tomu, že nezaložil žádnou školu, upadl tento přístup, jakož i on sám po předčasné smrti, v zapomnění. Opětovného docenění se mu dostalo opět až v posledních[kdy?] letech.

## Život v datech

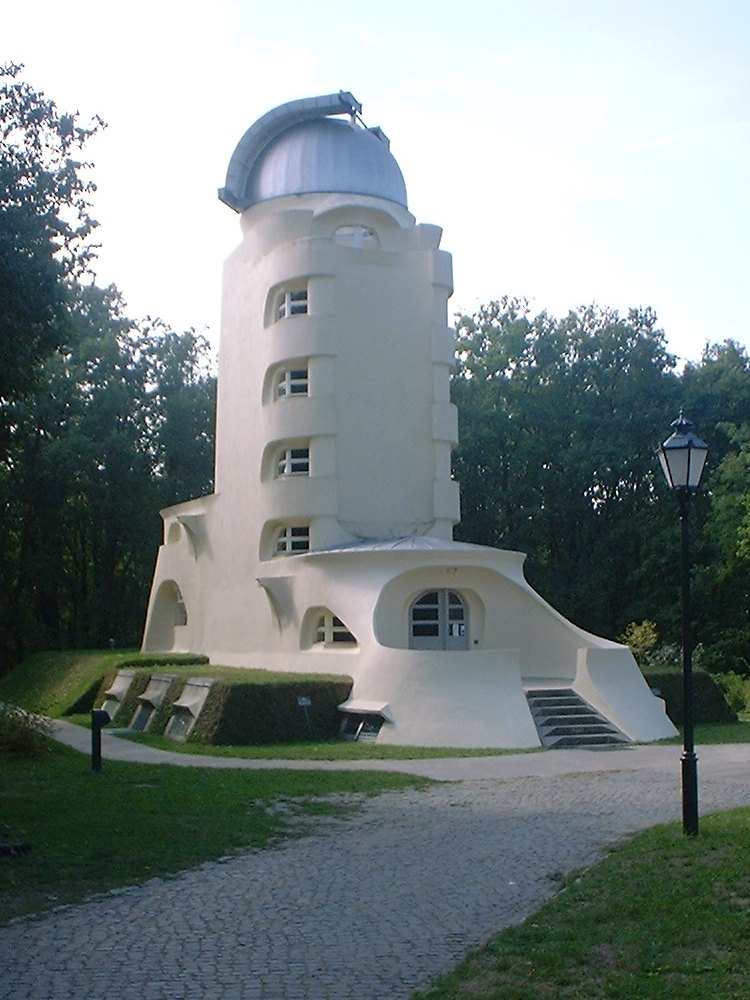
Einsteinova věž v Postupimi

- 1893–1907 – Absolvoval základní školu a maturoval na gymnáziu v Olštýně, navázal přátelství s Charlesem Duvinagem, který později vedl jeho kancelář. Mendelsohn organizoval kroužek Beethoven-Klopstock, ve kterém se muzicírovalo a filozofovalo.
- 1907 – Studoval národohospodářství na Univerzitě Ludvíka Maximiliána v Mnichově.
- 1908–1910 – Studoval architekturu na Technické vysoké škole v Berlíně – Charlottenburku, zároveň se věnoval malování a grafice.
- 1910–1912 – Vrátil se do Mnichova a studoval na Technické vysoké škole u Theodora Fischera, kde v roce 1912 absolvoval. V roce 1910 se seznámil s Luise Maasovou (1894–1980), svou pozdější manželkou, pocházející z bohaté židovské rodiny z Mannheimu a studující hru na cello.
- 1911 – Cestoval do Milána a Florencie.
- 1912–1914 – Po získání diplomu pracoval jako samostatný architekt, jevištní architekt a kostýmní návrhář, designér nábytku a dekoratér v Mnichově, přátelil se s umělci ze skupiny Der Blaue Reiter. Spolu s nimi, Hugo Ballem a Arnoldem Schönbergem vytvářel projekt expresionistického divadla. Mendelsohn po umělecké a organizační stránce řídil Novinářský ples v Německém divadle v Mnichově.
- 1914 – Přestěhoval se do Berlína.
- 1915 – Zaškolil se na zdravotníka u Červeného kříže, byl povolán do říšské armády a oženil se s Luise Maasovou.
- 1916 – Narodila se mu dcera Marie Luise Esther.
- 1917 – Bojoval na ruské frontě u Ilipanu. Během nočních hlídek skicoval vize architektury, které přikládal k dopisům z fronty adresovaným manželce Luise. Známé jsou jako Skici z ruské fronty. Diskutoval s Erwinem Finlayem-Freundlichem o vytvoření věže se spektrografem jako důkazu teorie relativity, pozdější Einsteinovy věže.
- 1918 – Byl zraněn na západní frontě a pobýval v lazaretu. 7. listopadu se vrátil do Berlína, otevřel vlastní architektonickou kancelář. Stal se zakládajícím členem Listopadové skupiny (Novembergruppe) a Pracovní rady pro umění (Arbeitsrat für Kunst).
- 1919 – Přednášel v berlínském salónu Molly Philippsonové, vystavoval na výstavě Architektura z železa a betonu v galerii Paula Cassierera v Berlíně a následně ve Vratislavi, Saské Kamenici, Hannoveru, Hamburku, Kolíně nad Rýnem a Stuttgartu. Navázal přátelství s Oskarem Beyerem.
- 1920 – Cestoval do Holandska, přednášel v Amsterdamu, Haagu a Rotterdamu. Seznámil se s členy uměleckého hnutí De Stijl a Amsterdamské školy.
- 1921 – Přišel o levé oko v důsledku rakoviny.
- 1923 – Cestoval do Palestiny a Holandska. Vytvořil projekt pro Haifu. Přednášel na téma Die internationale Übereinstimmung des neuen Baugedankens oder Dynamik und Funktion (Mezinárodní shoda v novém architektonickém myšlení aneb dynamika a funkce).
- 1924 – Stal se spoluzakladatelem sdružení Zehnerring, od roku 1926 nazývané Der Ring. Cestoval do Ameriky, kde navázal přátelství s Fritzem Langem a Frankem Lloyd Wrightem, kterého navštívil na jeho farmě Taliesin v Spring Green, ve státě Wisconsin.
- 1925–1930 – Mendelsohnova nejproduktivnější a nejúspěšnější léta. Jeho kancelář s více než čtyřiceti zaměstnanci patřila mezi největší v Evropě. Dostával zakázky z celého Německa i ze zahraničí.
- 1925 – Cestoval do SSSR.
- 1926 – V Berlíně vyšla kniha Amerika, Bilderbuch eines Architekten v nakladatelství Rudolfa Mosseho.
- 1929 – V Berlíně vyšla kniha Rußland – Europa – Amerika. Ein architektonischer Querschnitt (Rusko – Evropa – Amerika. Architektonický průřez) v nakladatelství Rudolfa Mosseho.
- 1930 – V Berlíně vyšla kniha Erich Mendelsohn. Das Gesamtschaffen des Architekten (Erich Mendelsohn. Souborné dílo) v nakladatelství Rudolfa Mosseho. Cestoval do Anglie a stal se čestným členem Art-Clubu v Londýně.
- 1931 – Cestoval na Korsiku a do Řecka. Stal se členem Pruské akademie umění v Berlíně.
- 1932 – V Berlíně vyšla kniha Neues Haus – Neue Welt (Nový dům – nový svět) v nakladatelství Rudolfa Mosseho. Cestoval do Francie na Evropskou mediteránní akademii (Académie européenne méditérannée) a do Norska. Na kongresu Mezinárodního svazu pro kulturní spolupráci v Curychu přednášel na téma Der schöpferische Sinn der Krise (Tvůrčí smysl krize).
- 1933 – Koncem března odešel do emigrace přes Holandsko do Anglie, kde založil ve spolupráci se Sergem Chermayeffem architektonickou kancelář.
- 1935 – Založení architektonické kanceláře v Jeruzalémě.
- 1938 – Získal britské občanství a od té doby užíval jméno ve tvaru Eric.
- 1939 – Odborný asistent na Royal Institute of British Architects – RIBA (Královském institutu britských architektů).
- 1941 – Uzavření jeruzalémského ateliéru a emigrace přes Basru, Karáčí, Bombaj, Kapské Město a Trinidad do USA. Během dvou a půl měsíční okružní cesty po Spojených státech navštívil Alberta Kahna (Detroit), Franka Lloyd Wrighta (Taliesin ve státě Wisconsin), dále navštívil Sama Marxe, Ludwiga Miese van der Rohe a Ludwiga Hilberseimera v Chicagu. Vystavoval v newyorském Muzeu moderního umění (MoMA). Výstava byla následně představena v Chicagu, v St. Louis a v San Francisku. Ely Jacques Kahn mu dal k dispozici prostor ve své newyorské kanceláři. Stal se členem American Institute of Architects.
- 1942 – Přednášel na univerzitách v Yale, Chicagu, Detroitu a Berkeley. V roce 1944 přednášky s názvem Three lectures on Architecture (Tři přednášky o architektuře) byly publikovány v rámci Kalifornské univerzity v Berkeley. Stal se poradcem amerického ministerstva obrany v otázkách architektury a výstavby měst v Německu.
- 1943 – Dostal stipendium John Simon Guggenheim Memorial Foundation, které využil ke sbírání materiálu na knihu A contemporary Philosophy of Architecture (do roku 1945, nepublikováno). Stal se členem New American Society of Architects and Planners a Sociedad de Arquitectos Mexicanos. Mendelsohnovi žili v Croton-on-Hudson, ve státě New York.
- 1944 – Přestěhoval se do San Franciska a otevřel vlastní architektonickou kancelář. Krátkodobě spolupracoval s Johnem Ekinem Dinwiddiem a Albertem Henrym Hillem.
- 1946 – Získal americké občanství a oficiální povolení k architektonické praxi v Kalifornii.
- 1947 – Učil na Kalifornské univerzitě v Berkeley.
- 1951 – Zahájil práci na nedokončeném životopise My life in Sketches (Můj život ve skicách).
- 1953 – Mendelsohn zemřel na rakovinu 15. září 1953.[2]

## Realizace v Evropě
- 1911–1913 – Hřbitovní kaple Bet Tahara v Olštýně
- 1919–1923 Továrna na klobouky firmy Steinberg, Herrmann & Co. v Luckenwalde
- 1920 – Kancelářská budova pojišťovny Hausleben-Versicherungs-AG na Dorotheenstrasse v Berlíně
- 1921–1922 – Dvojvila na Karolingerplatz v Berlíně
- 1921–1923 – Budova nakladatelství Rudolfa Mosseho v Jeruzalémské ulici v Berlíně
- 1922 – Přestavba továrny Meyera Kaufmanna ve Wüstegiersdorfu (nyní Głuszyca v Polsku)
- 1923–1924 – Sternefeldova vila, první železobetonová vila v Berlíně
- 1922 – Weichmannův obchod s hedvábím v Glivicích
- 1924–1929 – Obchodní dům s kožešinami C. A. Herpich & Söhne v Lipské ulici v Berlíně
- 1925 – Textilní továrna Rudý prapor (Krasnoje Znamja) v tehdejším Leningradu
- 1925–1926 – Lóže Tří praotců v Tylži
- 1925–1926 – Obchodní dům Schocken v Norimberku
- 1926–1928 – Kabaret komiků v Berlíně
- 1926–1928 – Kino Universum v Berlíně
- 1925–1927 – Obchodní dům Cohen & Epstein v Duisburgu
- 1926–1927 – Venkovský dům Dr. Curta Bejacha v Steinstückenu u Berlíně
- 1926–1928 – Obchodní dům Schocken ve Stuttgartu
- 1927 – Kotelna budovy nakladatelství Rudolfa Mosseho v Berlíně
- 1927 – Dům německé konfekce na Markgrafenstraße v Berlíně
- 1927 – Hřbitov židovské obce u synagogy v Královci
- 1927–1928 – Obchodní dům Rudolf Petersdorff ve Vratislavi
- 1928 – Pavilon Rudolfa Mosseho na veletrhu PRESSA v Kolíně nad Rýnem
- 1928–1930 – Budova Německého svazu kovodělníků, Starojakubská ulice v Berlíně
- 1928–1930 – Obchodní dům Schocken v Saské Kamenici
- 1928–1932 – Galerie Lafayette a palác Columbus na Postupimském náměstí v Berlíně
- 1930 – Židovské centrum mládeže v Essenu
- 1932 – Obchodní dům Dobloug Garden v Oslu
- 1935–1936 – Obchodní dům vinařské firmy W. & A. Gilbey v Londýně
- 1934 – Dům Nimmo (Shrub’s Wood), Chalfont St. Giles v Buckinghamshire v Anglii

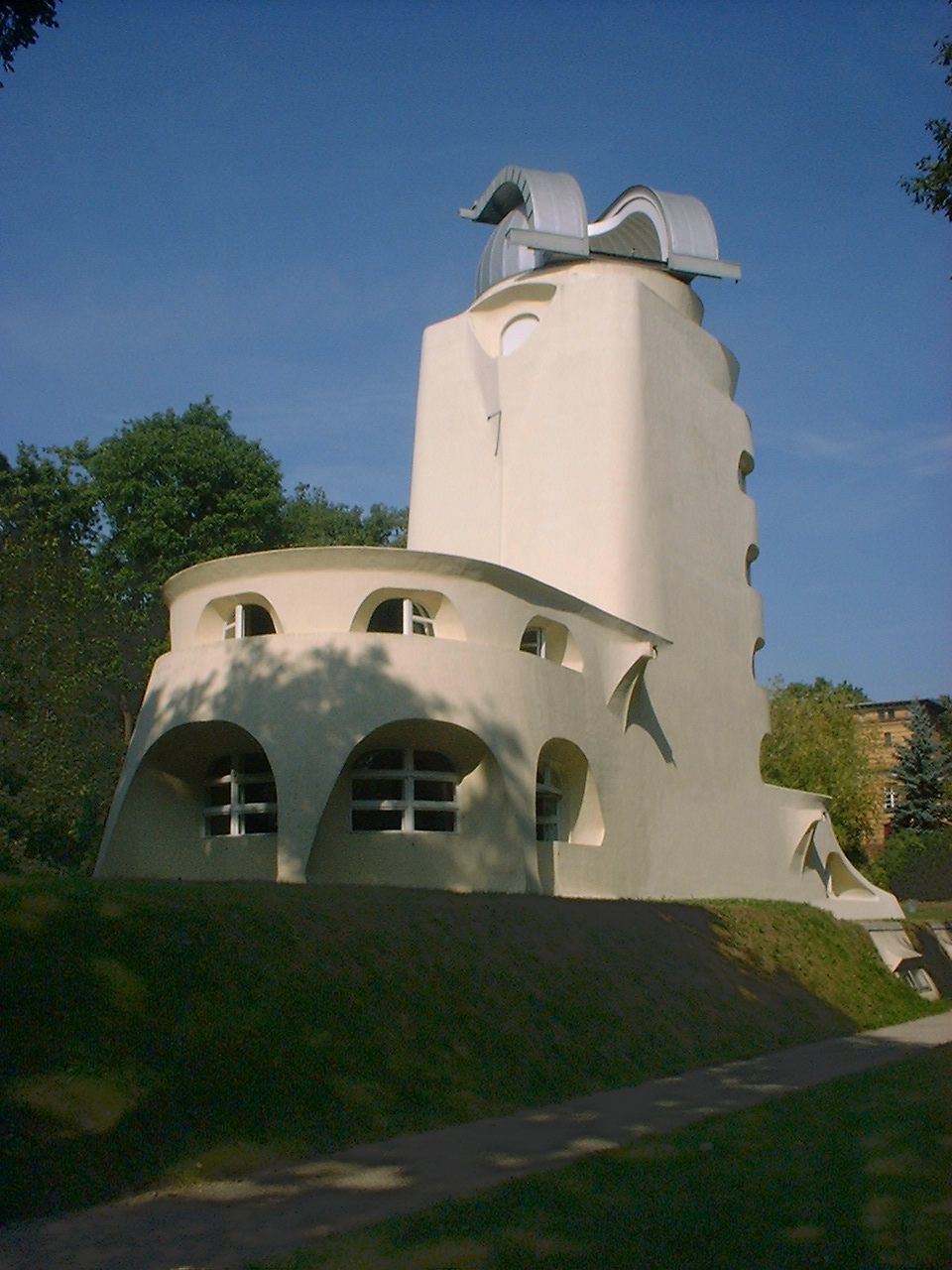
Einsteinova věž, Postupim
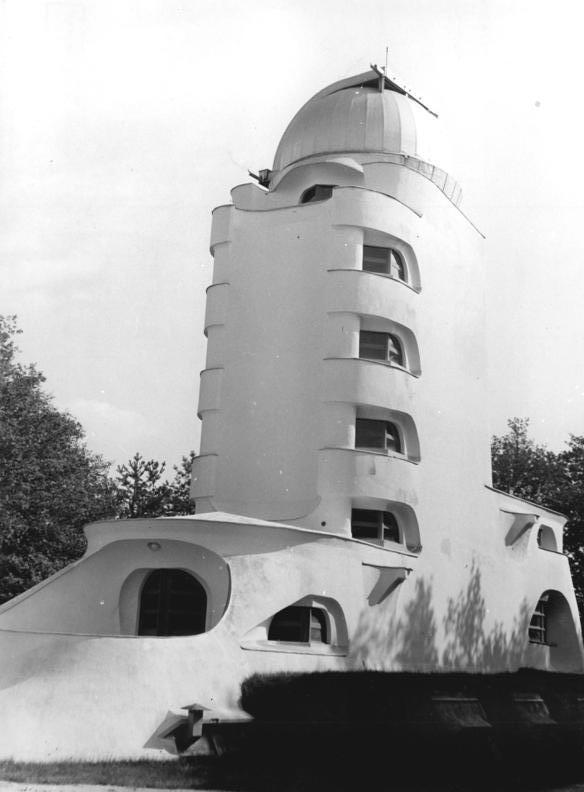
Einsteinova věž, Postupim
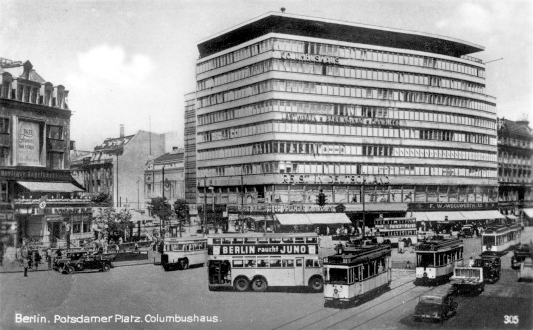
Palác Columbus, Berlín
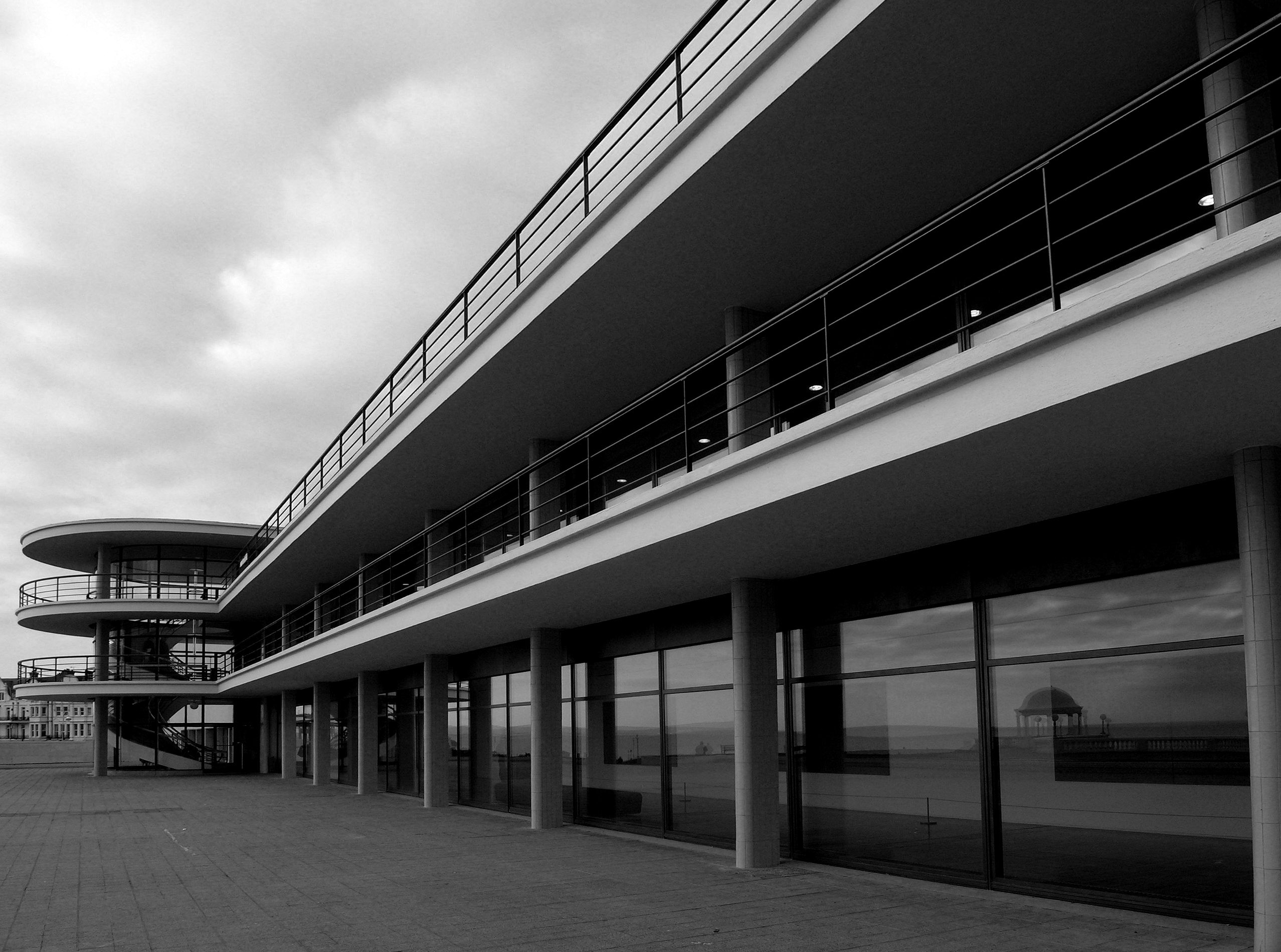
Pavilon The De La Warr, Bexhill-on-Sea
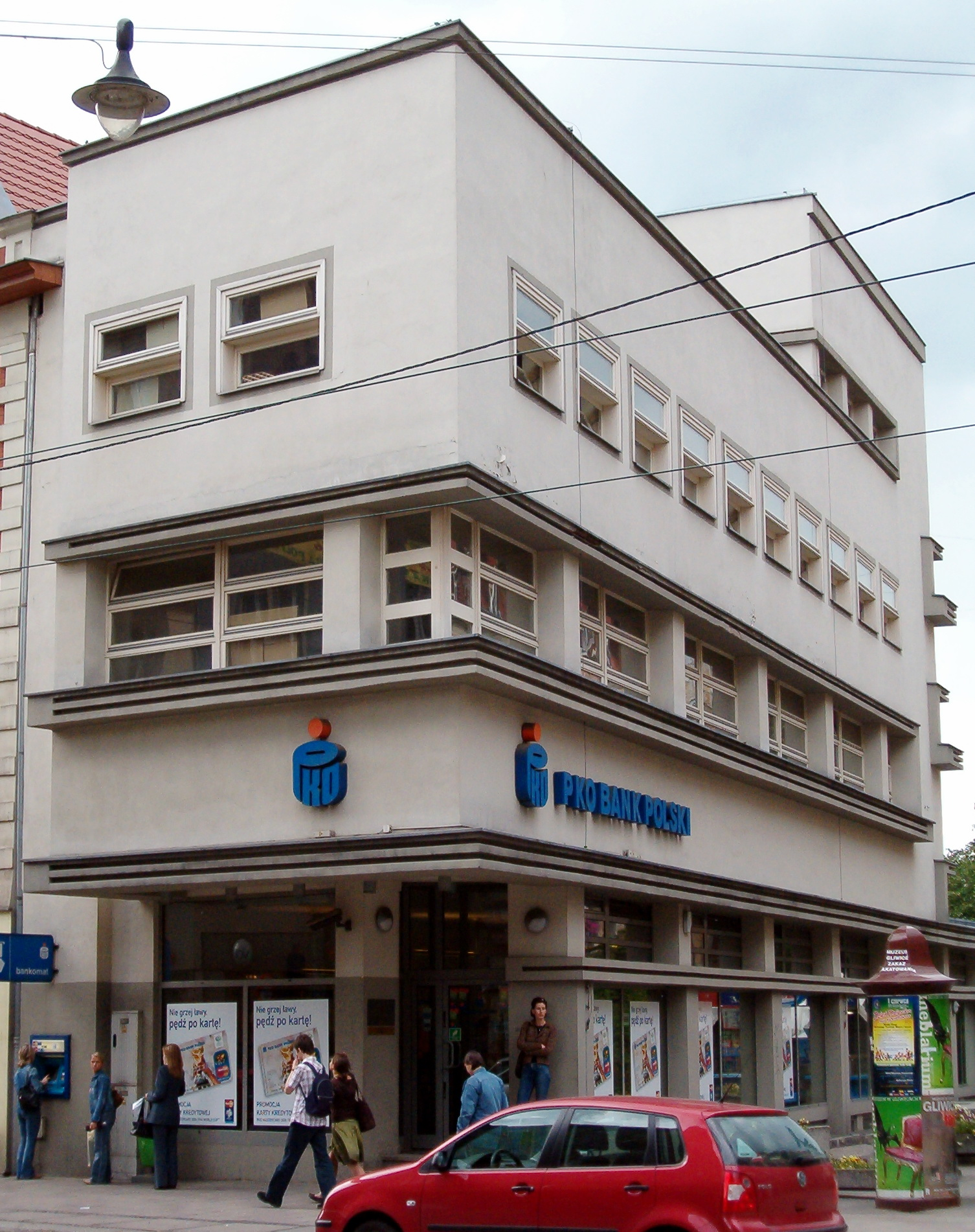
Obchod s hedvábím, Glivice
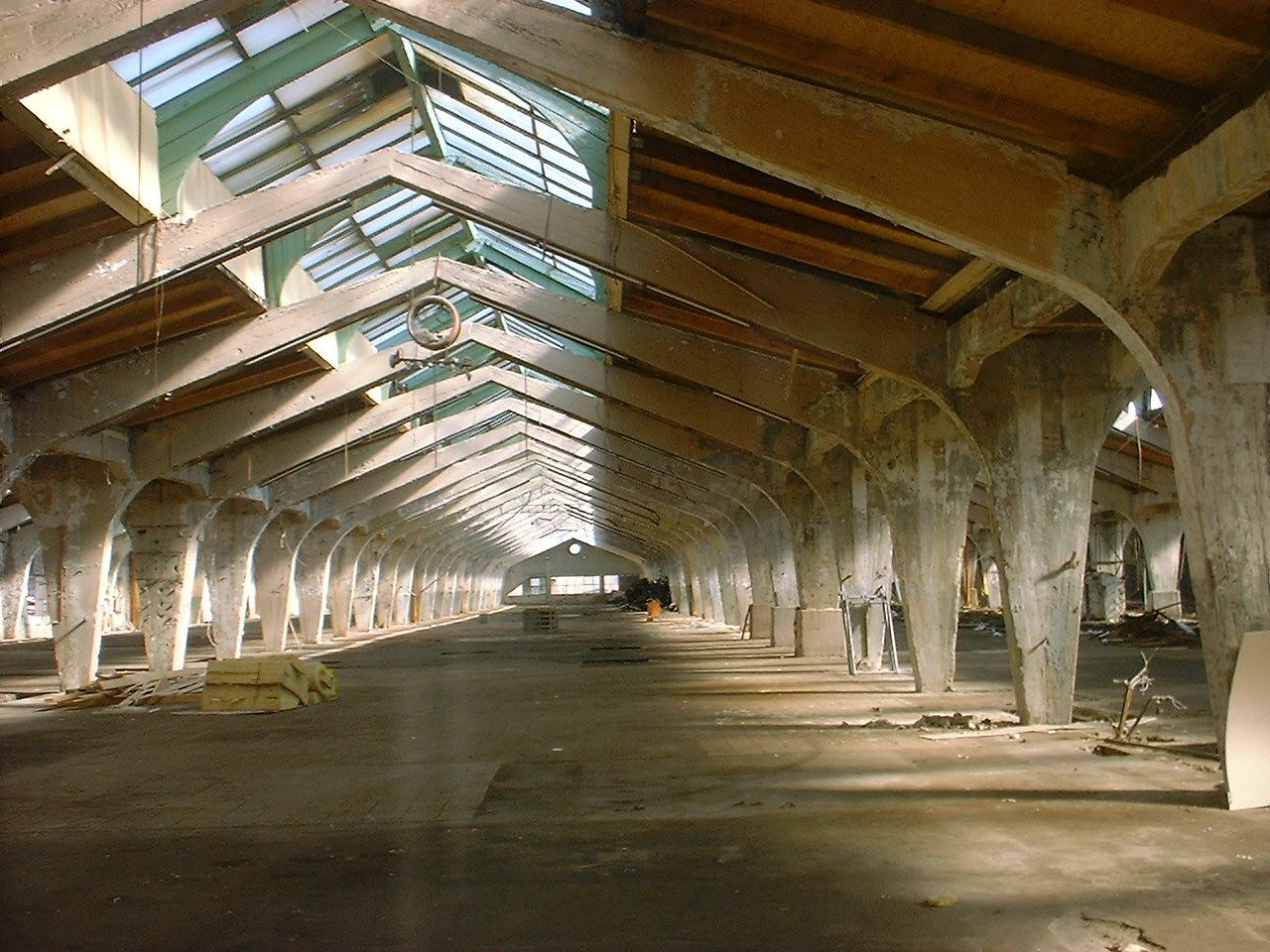
Továrna na klobouky, Luckenwalde
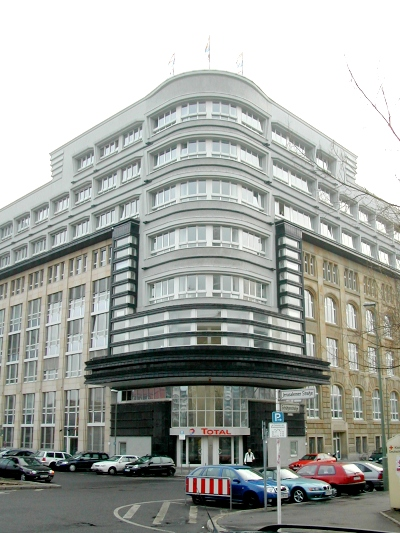
Budova nakladatelství Rudolfa Mosseho, Berlín
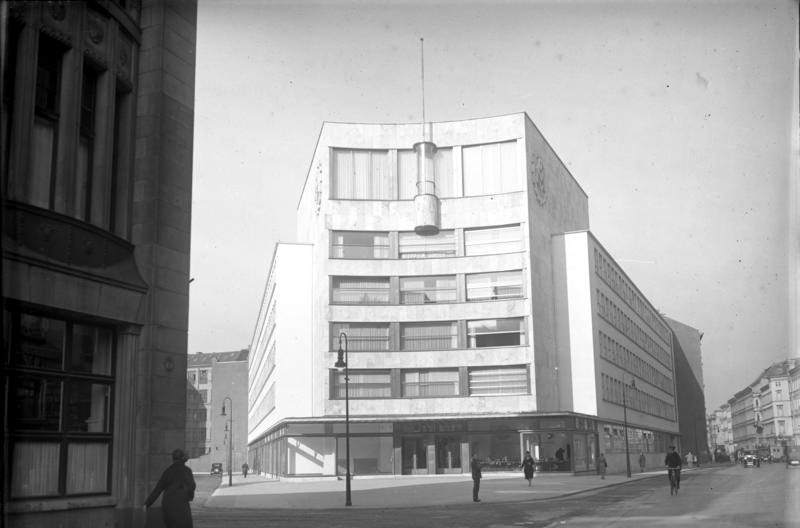
Budova Německého svazu kovodělníků, Berlín
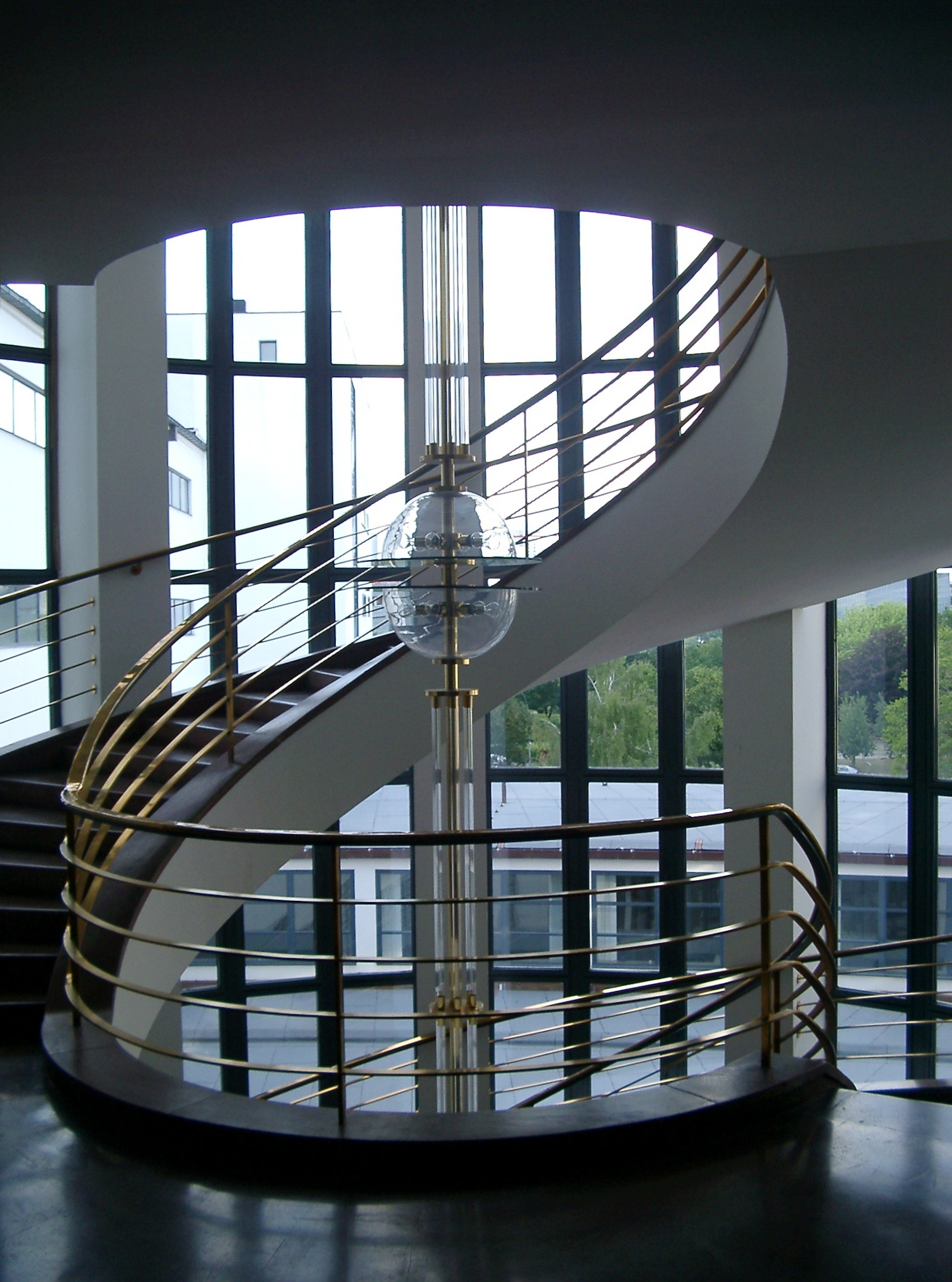
Budova Německého svazu kovodělníků, Berlín
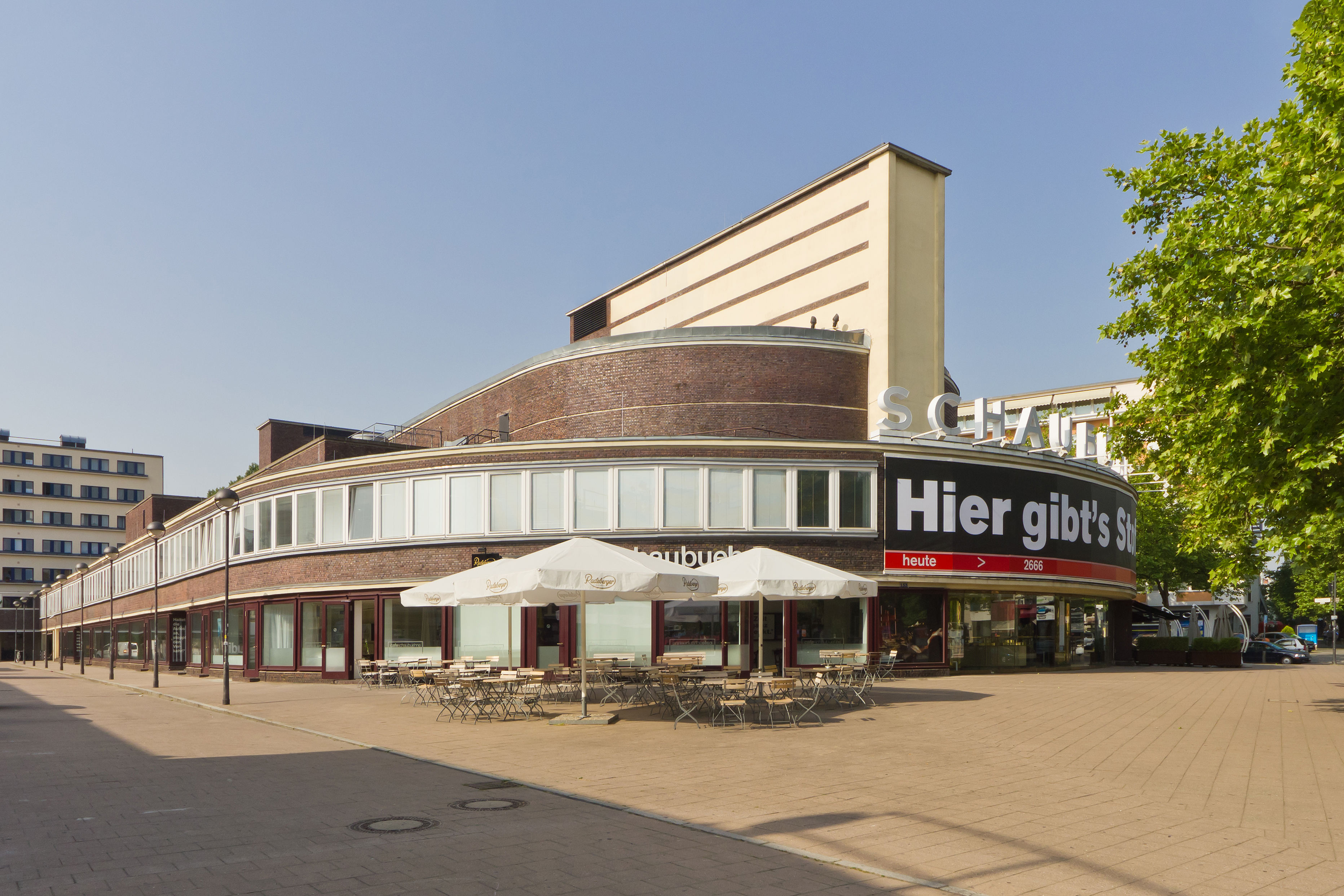
Kino Universum, Berlín
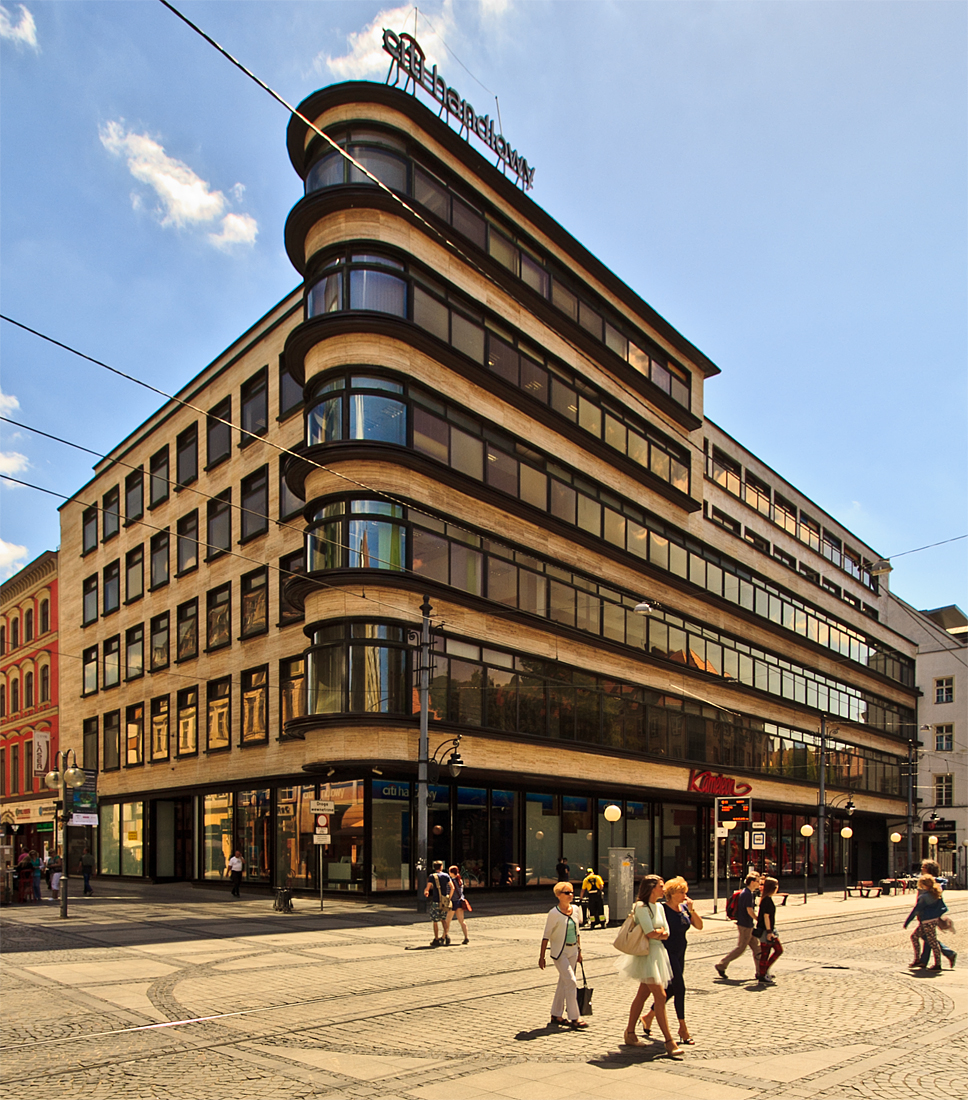
Obchodní dům Petersdorff, Vratislav

### Realizace v Československu
- 1932–1933 – Obchodní dům Bachner v Moravské Ostravě[3]

Jediné realizované dílo tohoto architekta v meziválečném Československu a současně o jeho poslední realizaci v kontinentální Evropě. V Moravské Ostravě ve 20. letech 20. století vznikla skupina obchodních domů firem RIX, Brouk a Babka, Textilia nebo ASO, reflektujících architektonické ideje modernismu. Také Mořic Bachner s manželkou Amálií, kteří provozovali obchod s domácími potřebami, chtěli soudobým způsobem vyřešit problém s nedostatkem obchodních prostor. V srpnu 1932 získali stavební povolení, aby postavili na nároží Zámecké a Puchmajerovy ulice moderní obchodní dům podle návrhu E. Mendelsohna. Objekt byl dokončen koncem září 1933. Pětipatrová budova upoutávala pozornost svou architekturou, ozvláštněnou reklamními poutači. Za války byla jako židovský majetek arizována a silně poškozena, po válce ji nakrátko řídil Erich Bachner. Po únorovém komunistickém puči v roce 1948 byla znárodněna. Koncem 60. let se plánovala přestavba obchodního domu na velké nákupní centrum. Za kulturní památku byl dům poprvé navržen již roku 1971, ale stal se jí až v roce 1984. Přesto současný stav budovy není dobrý, byť dosud slouží původnímu účelu.

## Realizace v Izraeli (Palestině)
- 1934–1936 – Schockenova knihovna na Balfour Street v Jeruzalémě
- 1934–1936 – Weizmannova vila v Rehovothu
- 1936–1937 – Schockenova vila v Jeruzalémě
- 1934–1939 – Univerzitní nemocnice Hadassah na vrchu Mount Scopus v Jeruzalémě
- 1936–1939 – Anglo-palestinská banka v Jaffské ulici v Jeruzalémě
- 1937–1938 – Vládní nemocnice v Haifě

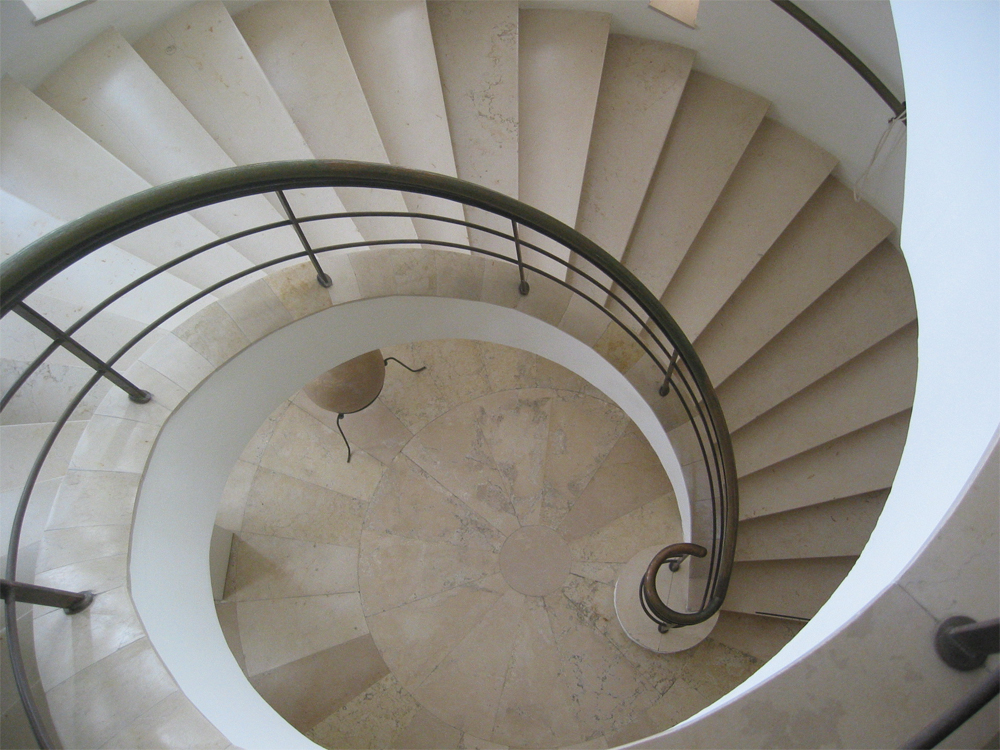
Weizmannova vila, Rehovoth
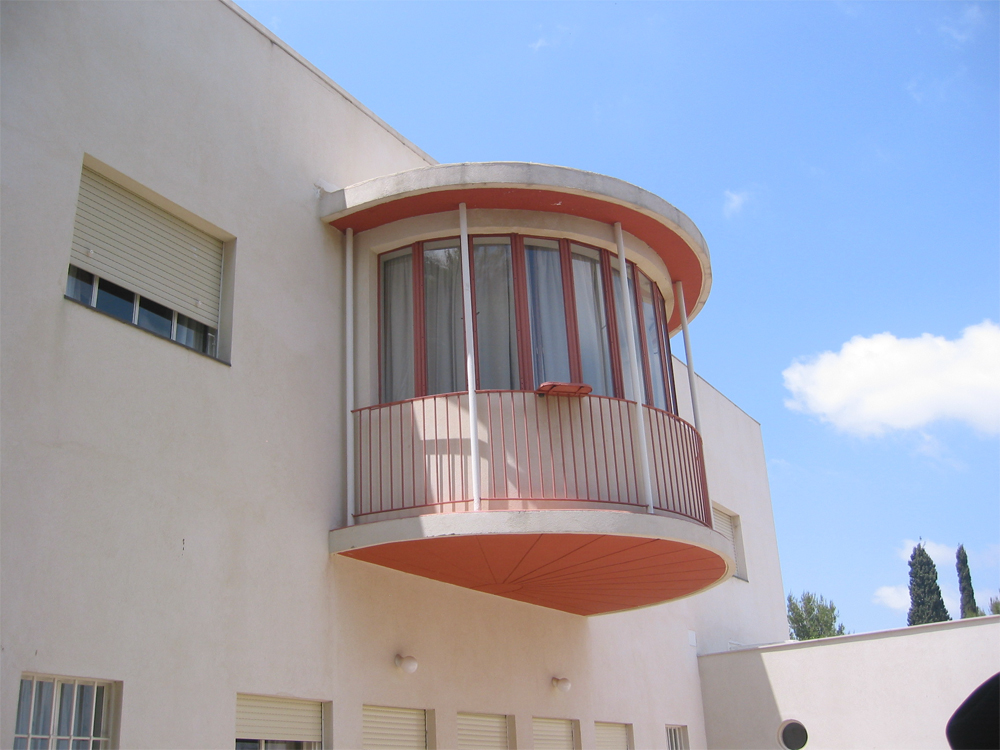
Weizmannova vila, Rehovoth

## Realizace v USA

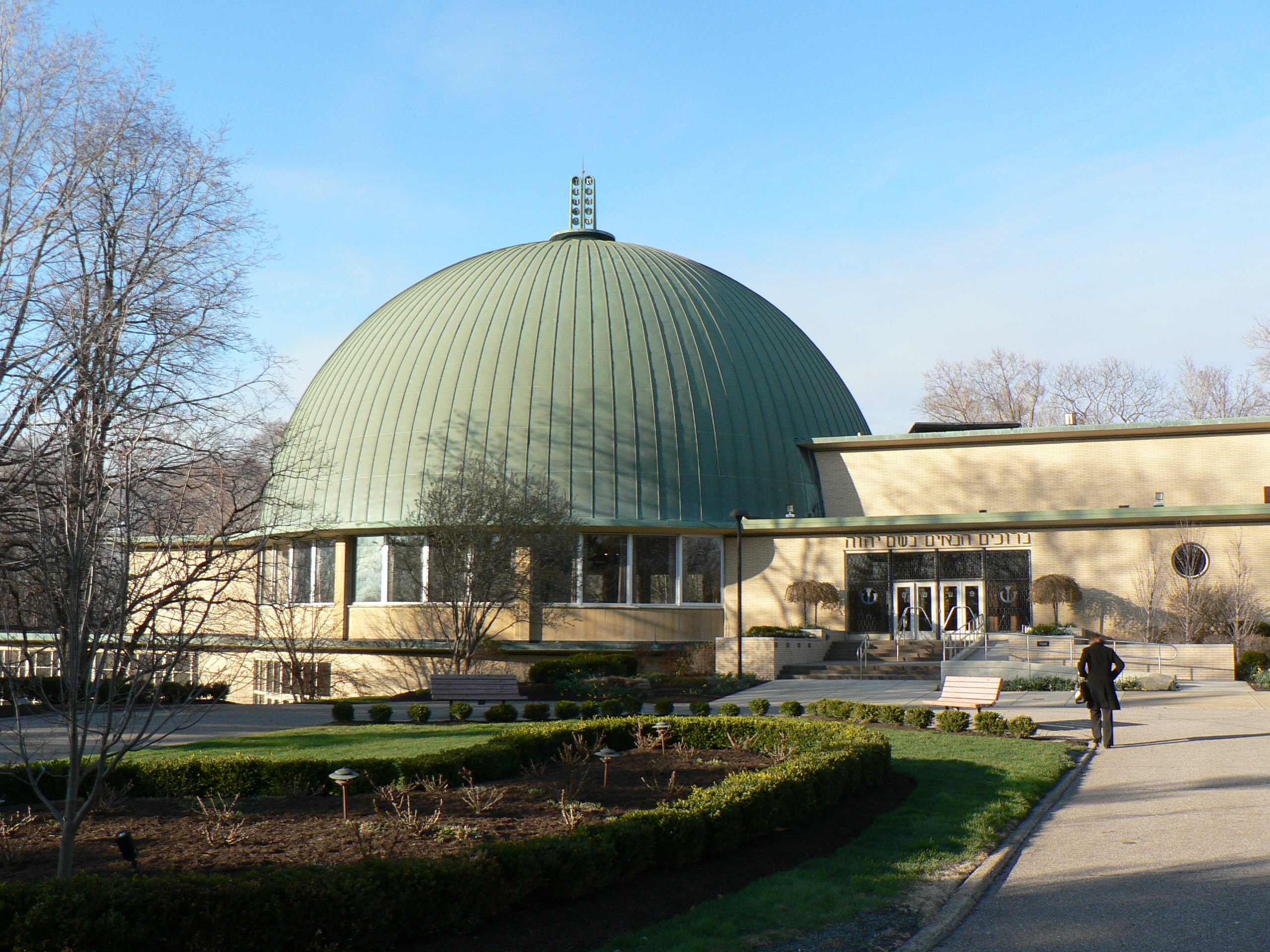
Park synagoga, Cleveland Heights, stát Ohio

- 1946–1950 – Nemocnice Maimonides pro chronicky nemocné v San Francisku
- 1948–1954 – Synagoga a dům židovské obce Emanu-El v Grand Rapids ve státě Michigan.
- 1950–1954 – Vývojové a výzkumné laboratoře v campusu Stanfordovy univerzity v Palo Altu, ve státě Kalifornie
- 1947–1951 – Vila Leona B. Russella, Washingtonská ulice v San Francisku
- 1950–1954 – Synagoga Mount Zion v St. Paulu ve státě Minnesota
- 1952 – Radiační laboratoře Komise pro atomovou energii Kalifornské university v Berkeley, ve státě Kalifornie

## Publikace (v němčině)
- Erich Mendelsohn: Amerika. Bilderbuch eines Architekten, Berlin 1926, Nachdruck Da Capo Press, ISBN 0-306-70830-2
- Erich Mendelsohn: Rußland - Europa - Amerika. Ein architektonischer Querschnitt. Berlin 1929
- Erich Mendelsohn: Neues Haus - Neue Welt. Mit Beiträgen von Amédée Ozenfant und Edwin Redslob, Berlin 1932. Reprint, s doslovem od Bruna Zeviho, Berlin 1997